# British Academy of Film and Television Arts
A British Academy of Film and Television Arts („Brit Filmakadémia”, pontosabban „Brit Film- és Televíziós Akadémia”, rövidítve: BAFTA) egy brit szervezet, amely minden évben díjakat ad ki filmes, televíziós, gyermekfilmes, valamint interaktív média témákban.
A szervezet díját BAFTA-díjnak hívják.
Az Akadémia 5. elnöke 2010. február 21. óta Vilmos walesi herceg.

## A Brit Filmakadémia története
A cannes-i filmfesztivál és a Berlinalé mellett a Brit Film- és Televíziós Akadémia díjának (közismertebb nevén: BAFTA) átadója is azon legrangosabb európai filmes események közé tartozik, melyeknek középpontjában a kiemelkedő filmes teljesítmények elismerése áll.
A díjat 1947. április 16-án alapították a londoni Hyde Park Hotel egyik szobájában, The British Film Academy (Brit Filmakadémia) néven. Az alapítók a brit filmes szakma kimagasló személyiségei voltak, többek között David Lean filmrendező (aki a szervezet első elnöke volt), Korda Sándor, Carol Reed, Charles Laughton, Roger Manvell és sokan mások. Az Akadémia azzal a céllal jött létre, hogy: „megismerjék mindazokat, akik kiemelkedően kreatív munkájukkal hozzájárultak a brit film fejlődéséhez”.
Tizenegy évvel az alapítás után a szervezet életében egy komoly fordulat következett be: 1958-ban a Brit Filmakadémia beleolvadt a Guild of Television Producers and Directors-szal (Televíziós producerek és rendezők céhe), az új szervezet a Society of Film and Television (Filmes és Televíziós Társulat) nevet vette fel. Mai nevét 1976-ban nyerte el.
A győztest eleinte csak néhány kategóriában hirdető tagok az évek múlásával egyre több szempont szerint rangsorolták a produkciókat, és mostanra elérkeztek arra a pontra, hogy a mozis, illetve tévés alkotások mellett, a számukra legjobbnak tartott külföldi filmeket, valamint a számítógépes játékokat is megjutalmazzák egy-egy BAFTA-maszkkal. Ez a ceremónia védjegyévé váló szobor – amely egyébként a színházi tragikomikum ábrázolására szolgáló álarc mintájára készült – Mitzi Cunliffe nevéhez fűződik, akit 1955-ben bíztak meg az elkészítésével.
A BAFTA jellegzetessége, hogy több díj is ismert angol filmkészítő nevét viseli,  és hogy jelöltjeik illetve díjazottjaik nem különösebben mutatnak egyezést a két legrangosabbnak tartott ünnepség, az Oscar-, valamint a Golden Globe-átadó kategóriáinak várományosaival, nyerteseivel.
A BAFTA központja a londoni Piccadillyn van, de irodát tart fenn Észak-Angliában, Skóciában, Walesben, New Yorkban és Los Angelesben is.

## Az Akadémia díjai

### A díj
Az Akadémia által odaítélt díj formája több alkalommal változott az évek során. Az első változatot Henry Moore szobrász tervezte: egy ülő női alakot formázó, bronzból készült szobor volt, melynek értéke az elkészítésének idejében 550 angol font volt. Ezt a díjat 1948 és 1967 között a legjobb filmek készítői kapták. Külön díj készült a legjobb színész és színésznő számára, melyet 1953–1968 között adtak át: Josiah Wedgwood & fiai egy plakettet terveztek, melyen Apollón, a ragyogó Nap és a művészetek istene látható. A legjobb animációs film kategória legjobbja 1954 és 1967 között vehette át a Victoria and Albert Museum indiai szekciójában található Tara szobor alapján készült díjat. A díjat később Robert Flaherty-díjra nevezték át, és a legjobb egész estés dokumentum filmet tüntették ki vele. 1968 és 1975 között az Akadémia díja egy színházi maszkot tartó női alakot mintázó, Eric Owen által tervezett, bazaltból készült szobor volt.
A jelenlegi díj egy színházi maszk formájában ölt testet, amit Mitzi Cunliffe amerikai szobrász tervezett a Guild of Television Producers 1955-ös pályázatára. A színházi maszkot 1976 óta vehetik át az Akadémia által kitüntettek.

### Filmes díjak
A Brit Filmakadémia legismertebb díjai a filmes BAFTA-díjak (Britsh Academy Film Awards), melyeket 1948-óta osztanak ki. Kezdetben csak a legjobb film és a legjobb brit film kapott díjat, majd az évek során több alkalommal változott a kategóriák neve és a száma. 1953-tól a legjobb színész és színésznő kategóriában is osztottak ki díjakat. A kategóriák száma 1969-től tovább nőtt. A filmes BAFTA-díjakat minden évben április vagy május környékén adták át, de 2002-től februárban adják át a díjakat, közelebb az Oscar-díj átadás időpontjához. A legtöbb kategóriában a díjazottakat az összes nemzet alkotói közül választják ki, de vannak kivételek mint az Alexander Korda-díj a legjobb brit filmnek. A BAFTA filmes díjainak átadó ünnepséget 2009-ben a londoni Royal Opera House-ban tartották, az ünnepségnek korábban (2000-től) az Leicester Square-en az Odeon mozi adott hely.

## Kategóriák
A BAFTA 2025-től huszonöt (9 műfaji, 16 személyi) filmes kategóriában oszt ki elismerést.

### Film kategóriák
| Kategória                                                           | Eredeti elnevezés                                                                                       | Alapítva |
| ------------------------------------------------------------------- | --- | -------- |
| legjobb film                                                        | Best Film                                                                                               | 1969     |
| kiemelkedő brit film                                                | Outstanding British Film (Korábban: Alexander Korda Award for the Outstanding British Film of the Year) | 1993     |
| legjobb debütálás (brit forgatókönyvíró, filmrendező vagy producer) | Outstanding Debut by a British Writer, Director or Producer                                             | 1999     |
| legjobb gyermek- és családi film                                    | Best Children's & Family Film                                                                           | 2025     |
| legjobb nem angol nyelvű film                                       | Best Film Not in the English Language                                                                   | 1993     |
| legjobb animációs film                                              | Best Animated Feature Film                                                                              | 2007     |
| legjobb dokumentumfilm                                              | Best Documentary                                                                                        | 1948     |
| legjobb brit rövidfilm                                              | Best Short Film                                                                                         | 1978     |
| legjobb brit animációs rövidfilm                                    | Best Short Animation                                                                                    | 1984     |

### Személyi (Stáb) kategóriák
| Kategória                     | Eredeti elnevezés                                   | Alapítva |
| ----------------------------- | --------------------------------------------------- | -------- |
| legjobb rendező               | David Lean Award for Achievement in Direction       | 1969     |
| legjobb eredeti forgatókönyv  | Best Original Screenplay                            | 1984     |
| legjobb adaptált forgatókönyv | Best Adapted Screenplay                             | 1984     |
| legjobb férfi főszereplő      | Best Actor in a Leading Role                        | 1953     |
| legjobb női főszereplő        | Best Actress in a Leading Role                      | 1953     |
| legjobb férfi mellékszereplő  | Best Actor in a Supporting Role                     | 1969     |
| legjobb női mellékszereplő    | Best Actress in a Supporting Role                   | 1969     |
| legjobb szereposztás          | Best Casting                                        | 2020     |
| legjobb filmzene              | Anthony Asquith Award for Achievement in Film Music | 1969     |
| legjobb operatőr              | Best Cinematography                                 | 1969     |
| legjobb díszlet               | Best Production Design                              | 1969     |
| legjobb jelmeztervezés        | Best Costume Design                                 | 1969     |
| legjobb smink                 | Best Make-Up & Hair                                 | 1983     |
| legjobb vágás                 | Best Editing                                        | 1978     |
| legjobb hang                  | Best Sound                                          | 1969     |
| legjobb vizuális effektusok   | Best Achievement in Special Visual Effects          | 1983     |

### Múltbéli kategóriák
| Kategória                            | Eredeti elnevezés             | Alapítva  |
| ------------------------------------ | ----------------------------- | --------- |
| legjobb brit film                    | Best British Film             | 1948-1968 |
| legjobb idegen nyelvű film           | Best Foreign Language Film    | 1983-1989 |
| legjobb forgatókönyv                 | Best Screenplay               | 1969-1983 |
| legjobb brit forgatókönyv            | Best British Screenplay       | 1955-1968 |
| legígéretesebb elsőfilmes főszereplő | BAFTA Award for Best Newcomer | 1953      |

#### Akadémiai tagság
A Brit Filmakadémia legnagyobb presztízsű elismerése, amely tulajdonképpen egyfajta életműdíjnak tekinthető, melyet 1971 óta ítélnek oda a mozgóképes művészet területén elért kiemelkedő teljesítményért. Az első Akadémiai tag Alfred Hitchcock volt. Olyan nagyságok kapták meg az elismerést, mint Charlie Chaplin, Laurence Olivier, David Attenborough, Richard Attenborough, Alec Guinness, Maggie Smith, Sean Connery, Elizabeth Taylor, John Barry és Anthony Hopkins.

#### Rising Star Award
A Rising Star Award a Filmakadémia közönségdíja, melyet 2006 óta ítélnek oda fiatal filmes tehetségeknek. A díjat Mary Selwaynek – a 2004-ben elhunyt híres castingrendezőnek – ajánlják, aki számos új színésznek és színésznőnek segített munkájában. A díjazott, a BAFTA-zsűri jelöltjei közül, a közönség szavazata alapján kerül kiválasztásra. A díjat egy időben adják át a filmes díjakkal.

## Egyéb BAFTA-díjak

### Televíziós díjak
| Kategória         | Eredeti elnevezés                                 | Alapítva |
| ----------------- | ------------------------------------------------- | -------- |
| legjobb színésznő | British Academy Television Award for Best Actress | 1955     |
| legjobb színész   | British Academy Television Award for Best Actor   | 1955     |

A televíziós BAFTA-díjakat (British Academy Television Awards) 1954 óta osztják ki. Kezdetben 6 kategóriában osztották ki a díjakat. 1958-ig a díjakat a Guild of Television Producers and Directors (Televíziós producerek és rendezők céhe) ítélte oda, később összevonásra került a Brit Filmakadémiával Society of Film and Television Arts (Filmes és Televíziós Társulat) néven. A szervezet nevét 1976-ban változtatták meg British Academy of Film and Television Artsra (Brit Film- és Televíziós Akadémia). A díjazottak csak a brit televíziós programok közül kerülhetnek ki. A televíziós BAFTA-díjakat 1997-ig együtt adták át a filmes BAFTA-díjakkal. 1998-tól már külön díjkiosztó gála keretében kerül sor a televíziós BAFTA-díjak átadására.

### Televíziós szakmai díjak
A televíziós szakmai díjakat (British Academy Television Craft Award) 2000-ben választották külön a BAFTA televíziós díjaktól, ahol a televíziós műsorok készítőit jutalmazzák különböző kategóriákban (pl.: rendezés, vágás, kosztüm, smink, operatőr, hang, vizuális effektusok).

### Gyermekdíjak
A BAFTA 1969 óta ad át díjakat a gyermekműsoroknak és készítőiknek elismerésül (British Academy Children's Awards). Kezdetben két díjat adtak át (Flame of Knowledge Award for School Programms; Harlequin Award for Children's Programmes). De mára 19 kategóriában osztanak ki elismeréseket a gyermekműsoroknak és készítőiknek.

### Videójátékdíjak
Már 1998-ban is felmerült, hogy a Brit Filmakadémia a különböző videójátékokra is kiterjeszti figyelmét. 2003-ban már két díjat is kiosztottak ebben a szekcióban (BAFTA Video Games Awards és BAFTA Interactive Awards).
2006 óta létezik konkrétan erre a részlegre kiterjedő BAFTA-szervezet.

## A Brit Filmakadémia kirendeltségeinek díjai

### Britannia-díj
A Brit Filmakadémia Los Angeles-i kirendeltsége (BAFTA/LA) 1989 óta saját díjat oszt ki, a Britannia-díjat (Britannia Award). A díjazottak nem filmek vagy televíziós műsorok, hanem magánszemélyek és cégek. Az első tíz évben csak egy díjat adtak át, a filmben nyújtott kiemelkedő teljesítményért (Britannia Award for Excellence in Film). 2005-től azonban már négy kategóriában osztottak ki elismerést: a Britannia-díj mellett, a nemzetközi filmművészetben nyújtott kiemelkedő életpályáért Cunard Britannia-díjat. A Stanley Kubrick tiszteletére elnevezett díjat – mellyel a filmben nyújtott kiemelkedő teljesítményt díjazzák – 2000-től, a kiemelkedő rendezői teljesítményért járó – John Schlesinger tiszteletére elnevezett – díjat pedig 2003-tól ítélik oda.

### BAFTA Scotland
A Brit Filmakadémia skóciai irodájának saját díját a BAFTA Scotlandet 1997-ben alapították, hogy a Skóciában készült filmek és televíziós alkotások készítőt elismerésben részesítsék.

### BAFTA Cymru
A Brit Filmakadémia walesi irodája 1991 óta tart saját díjkiosztó ünnepséget, a BAFTA Cymru-t, ahol a walesi film és televíziós műsorok készítőinek osztanak ki díjakat.

## Fordítás
- Ez a szócikk részben vagy egészben  a   British Academy of Film and Television Arts című angol Wikipédia-szócikk fordításán alapul.  Az eredeti cikk szerkesztőit annak laptörténete sorolja fel. Ez a jelzés csupán a megfogalmazás eredetét és a szerzői jogokat jelzi, nem szolgál a cikkben szereplő információk forrásmegjelöléseként.